# Kissimmee
Kissimmee es una ciudad ubicada en el condado de Osceola, Florida, Estados Unidos. Según el censo de 2020, tiene una población de 79 226 habitantes.
Forma parte del área metropolitana de Orlando.
La ciudad ha tenido un rápido crecimiento desde que se inauguró Disney World en 1971. Muchos hoteles se encuentran en esta región por su cercanía a los parques temáticos, lo que origina gran afluencia de turistas tanto locales como extranjeros.

## Geografía
La ciudad está ubicada en las coordenadas 28°18′10″N 81°25′4″O / 28.30278, -81.41778. Según la Oficina del Censo de los Estados Unidos, Kissimmee tiene una superficie total de 57.50 km², de la cual 55.69 km² corresponden a tierra firme y 1.81 km² son agua.

## Demografía
Según el censo de 2020, hay 79 226 personas residiendo en Kissimmee. La densidad de población es de 1422.63 hab./km². El 29.68% de los habitantes son blancos, el 10.62% son afroamericanos, el 0.71% son amerindios, el 3.65% son asiáticos, el 0.07% son isleños del Pacífico, el 26.66% son de otras razas y el 28.61% son de una mezcla de razas. Del total de la población, el 67.12% son hispanos o latinos de cualquier raza.

## Educación
El Distrito Escolar del Condado Osceola, Florida, gestiona las escuelas públicas.